# Шабані Нонда
Шабані Нонда (фр. Shabani Nonda, нар. 6 березня 1977, Бужумбура) — конголезький футболіст, що грав на позиції нападника.
Виступав, зокрема, за «Монако» та «Рому», а також національну збірну Демократичної Республіки Конго.

## Клубна кар'єра
Шабані був останньою дев'ятою дитиною в родині і рано розпочав грати у футбол. Вже у п'ятнадцятирічному віці він грав за дорослу команду «Атлетіко Олімпік», що виступала у другому дивізіоні чемпіонату Бурунді. Тим не менше 1994 року, після початку громадянської війни в Бурунді, родина переїхала на історичну батьківщину батька в Демократичну Республіку Конго. Шабані же перебрався до Танзанії у клуб «Янг Афріканс», з яким виграв Кубок Танзанії, а наступного року переїхав в Південну Африку у «Ваал Профешнлз».
1995 року Нонда потрапив в Європу, в клуб швейцарської вищої ліги, «Цюрих». Протягом перших двох сезонів, проведених в швейцарській команді, Шабані забив дванадцять голів, в той час як в сезоні 1997/98 він з 24 забитими голами став найкращим бомбардиром чемпіонату Швейцарії. Після закінчення сезону конголезький гравець переїхав у французький «Ренн», де він також показав дуже хорошу ефективність. У сезоні 1998/99 з п'ятнадцятьма голами зайняв третє місце в гонці бомбардирів. У наступному сезоні він забив на один гол більше, що дало йому четверте місце в гонці.
Влітку 2000 року Нонда відправився в «Монако», щоб замінити від'їхавшого Давіда Трезеге, де протягом п'яти років зіграв 116 матчів в Лізі 1 і забив 57 голів. У сезоні 2002/03 він забив у чемпіонаті 26 голів і став кращим бомбардиром чемпіонату Франції. Крім цього того сезону конголезець з командою став віце-чемпіоном Франції та володарем Кубка французької ліги. Але на самому початку наступного сезону він отримав важку травму коліна, через яку пропустив більшу частину сезону, хоча і відновився та зіграв у програному фіналі Ліги чемпіонів 2004 року. Тим не менш Нонда і в подальшому страждав від травм і не демонстрував колишньої видатної гри, незважаючи на відхід з команди ряду зіркових форвардів, таких як Людовик Жулі, Дадо Пршо, Жером Ротен та Фернандо Мор'єнтес. В останньому сезоні 2004/05 за клуб він зіграв лише 10 матчів в Лізі 1, так і не забивши жодного голу і поступався місцем на полі Хав'єру Савіолі, Хав'єру Чевантону та Еммануелю Адебайору.
У 2005 році він на правах вільного агента перейшов в італійську «Рому», де повинен був стати основним нападником, проте сезон в Італії для Шабані не вдався — він забив 4 голи у 16 матчах чемпіонату та 2 голи у 5 матчах Кубка УЄФА. 31 серпня 2006 року Нонда до кінця сезону відправився в оренду з правом викупу в клуб англійської прем'єр-ліги «Блекберн Роверз», де він створив дует нападників з Бенні Маккарті. В Англії Шабані став улюбленцем уболівальників і став набирати колишню форму. Всього в англійській Прем'єр-Лізі Нонда забив 7 голів в 26 матчах. І хоча Нонда оголосив про своє бажання залишитись в англійському клубі, «Блекберн» вирішив не підписувати Шабагі на постійній основі і по закінченні сезону в Англії він повернувся в «Рому».
31 серпня 2007 року Нонда перейшов з «Роми» в турецький «Галатасарай» за 1,3 млн євро, де склав пару нападників з ветераном Хаканом Шукюром. У 33 турі він забив вирішальний гол у ворота «Фенербахче», тим самим зробивши свій клуб чемпіоном країни. Влітку Шабані забив переможний гол у матчі за Суперкубок Туреччини 2008 року, вигравши зі стамбульцями другий і останній трофей у своїй кар'єрі.
28 січня 2010 року «Галатасарай» ухвалив рішення розірвати контракт з Нонда. У лютому 2010 року Нонда вирішив не укладати контрактів з клубами до літа і в надалі на професійному рівні більше не грав.

## Виступи за збірну
Хоча Нонда народився в Бурунді, він отримав громадянство Демократичної Республіки Конго і 2000 року дебютував в офіційних матчах у складі національної збірної Демократичної Республіки Конго.
У складі збірної був учасником Кубка африканських націй 2002 року у Малі, де його національна команд вилетіла в чвертьфіналі від Сенегалу.
Протягом кар'єри у національній команді, яка тривала 9 років, провів у формі головної команди країни 49 матчів, забивши 32 голи, завдяки чому став найкращим бомбардиром в історії національної збірної.

## Титули і досягнення

### Командні
- Володар Кубка французької ліги (1):

«Монако»: 2002/03
- Володар Суперкубка Італії (1):

«Рома»: 2007
- Чемпіон Туреччини (1):

«Галатасарай»: 2007/08
- Володар Суперкубка Туреччини (1):

«Галатасарай»: 2008

### Особисті
- Найкращий бомбардир чемпіонату Швейцарії: 1997/98 (24 голи)
- Найкращий бомбардир чемпіонату Франції: 2002/03 (26 голів)